# DNA (banda)
DNA fue un grupo de no wave formado en Nueva York en 1977 por el guitarrista Arto Lindsay y el tecladista Robin Crutchfield, al que más tarde se unieron la baterista Ikue Mori y el bajista Tim Wright.

## Historia
El grupo originalmente consistía en Lindsay, Crutchfield, Gordon Stevenson y Mirielle Cervenka, esta última hermana menor de Exene Cervenka de X; y tomó su nombre de una canción de otra banda de no wave, Mars. Poco después Stevenson se unió como bajista a Teenage Jesus and the Jerks y Cervenka abandonó la banda. Lindsay y Crutchfield reclutaron apresuradamente a Ikue Mori como baterista, que en ese momento tenía poco dominio del inglés y ninguna experiencia musical.
Esta formación tocó ocasionalmente en clubes asociados a la escena underground de Nueva York como Tier 3, CBGB y Max's Kansas City y grabaron un sencillo. En su primer año de existencia ya habían cimentado su reputación como grupo paradigmático de la escena no wave, al ser incluidos junto a James Chance and the Contortions, Teenage Jesus and the Jerks y Mars en el álbum recopilatorio No New York, producido por Brian Eno.
Poco después de la grabación de No New York, Crutchfield dejó el grupo para formar uno nuevo, Dark Day. Éste fue reemplazado por Tim Wright, quien anteriormente estuvo en la banda de Cleveland Pere Ubu. Como Wright tocaba el bajo y no el teclado y era el único miembro de la banda que tenía una técnica instrumental convencional, el cambio en el sonido de DNA fue dramático. La música se volvió aún más sobria y angular, con las líneas de bajo de Wright creando un sonido a veces amenazante para apoyar la guitarra rasposa y atonal de Lindsay y los ritmos irregulares de Mori. Las estructuras de sus canciones se volvieron más compactas, más breves, más abstractas y han sido comparadas con el haiku.
Su primer EP, A Taste of DNA, fue grabado para el sello estadounidense Clavé y lanzado por Rough Trade en 1980. Los conciertos fueron frecuentes en este periodo, aunque rara vez fuera del circuito CBGB/Mudd Club/Tier 3 en Lower Manhattan, y la mayoría de los asistentes provenían de la escena artística de la ciudad.
Lindsay, Mori y Wright decidieron disolver la banda en 1982. Sus últimos conciertos fueron tres noches consecutivas con entradas agotadas en el CBGB. Su última canción fue una versión de «Whole Lotta Love» de Led Zeppelin. Esta no está incluida en el álbum Last Live at CBGB, publicado más de una década después por el sello Avant de John Zorn.

## Discografía

### Sencillos
- «You & You»/«Little Ants» (1978), Lust/Unlust Music

### EPs
- A Taste of DNA (1981), American Clavé

### Álbumes en directo
- DNA (Last Live at CBGB's) (1993), Avant

### Álbumes recopilatorios
- DNA on DNA (2004), No More Records